# Juan Carlos Sarnari
Juan Carlos Sarnari (ur. 22 stycznia 1942 w Santa Fe, zm. 21 kwietnia 2023 w Bogocie) – argentyński piłkarz, grający podczas kariery na pozycji pomocnika.

## Kariera klubowa
Juan Carlos Sarnari rozpoczął karierę w klubie River Plate w 1959. W River Plate występował do 1967 (z roczną przerwą na grę w CA Huracán w 1963). W latach 1967–1972 w Chile w Universidad Católica, CSD Colo-Colo i Universidad de Chile. W 1972 powrócił na krótko do Huracánu. W 1972 wyjechał do Kolumbii do Independiente Medellín.
W 1974 miał krótki epizod w Ekwadorze w LDU Quito, po czym wrócił do Kolumbii, gdzie został zawodnikiem Independiente Santa Fe. Z Independiente zdobył mistrzostwo Kolumbii w 1975. Rok później zakończył karierę.

## Kariera reprezentacyjna
W reprezentacji Argentyny Sarnari zadebiutował w 1966. W 1966 został powołany na mistrzostwa świata. Na mundialu w Anglii Sarnari wystąpił we wszystkich czterech meczach z: Hiszpanią, RFN, Szwajcarią i ćwierćfinale z Anglią.
W 1967 wystąpił w turnieju Copa América, na którym Argentyna zajęła drugie miejsce. Na turnieju wystąpił w czterech meczach z Paragwajem, Wenezuelą, Chile (bramka) i Urugwajem. Ogółem w barwach albicelestes wystąpił w 8 meczach, w których strzelił 1 bramkę.